# 海巡署1000噸級巡防救難艦
1000噸級巡防救難艦，為中華民國海洋委員會海巡署依據「強化海巡編裝發展方案」建造之巡防救難艦。

## 特色
1. 設有夜視系統，提升夜間海上搜救能力。
2. 具有直昇機起降平臺之巡防艦，可供5噸級直昇機起降，於五級海象時可持續有效作業，供直昇機緊急起降並裝置直昇機輔助降落系統，可於夜間執行起降救援任務。
3. 船體結構強度及完整穩度性能於九級海象時仍具存浮能力，上述相關性能要求，以電腦模擬分析方式驗證。
4. 船殼設有非伸縮式穩定翼裝置，可兼顧高、低速時之橫搖穩定性能。
5. 飲用淡水設計容量可供58人在海上持續執行30天任務。
6. 備有折臂式吊車,浮捲網及救難撈網，可安全撈起海上遇難人員。
7. 艉部拖曳設施，工作負荷30公噸，且拖曳速度5節以上。
8. 海水及泡沫消防系統噴水槍共4支，可同時使用2支，水平射程120公尺以上。
9. 設有SUS 304不銹鋼製活動式冷凍櫃。
10. 艦艏裝有波佛斯40公釐L/70快炮1門，於艦艉01甲板後方設有T-75 20毫米機砲1座，於左右兩舷船舯處設有T75班用機槍2座。
11. 左右兩舷有兩艘最高航速35節（64.82km/hr）之警備救難艇，可從母艦放下執行救援及緝私任務。

## 圖片集

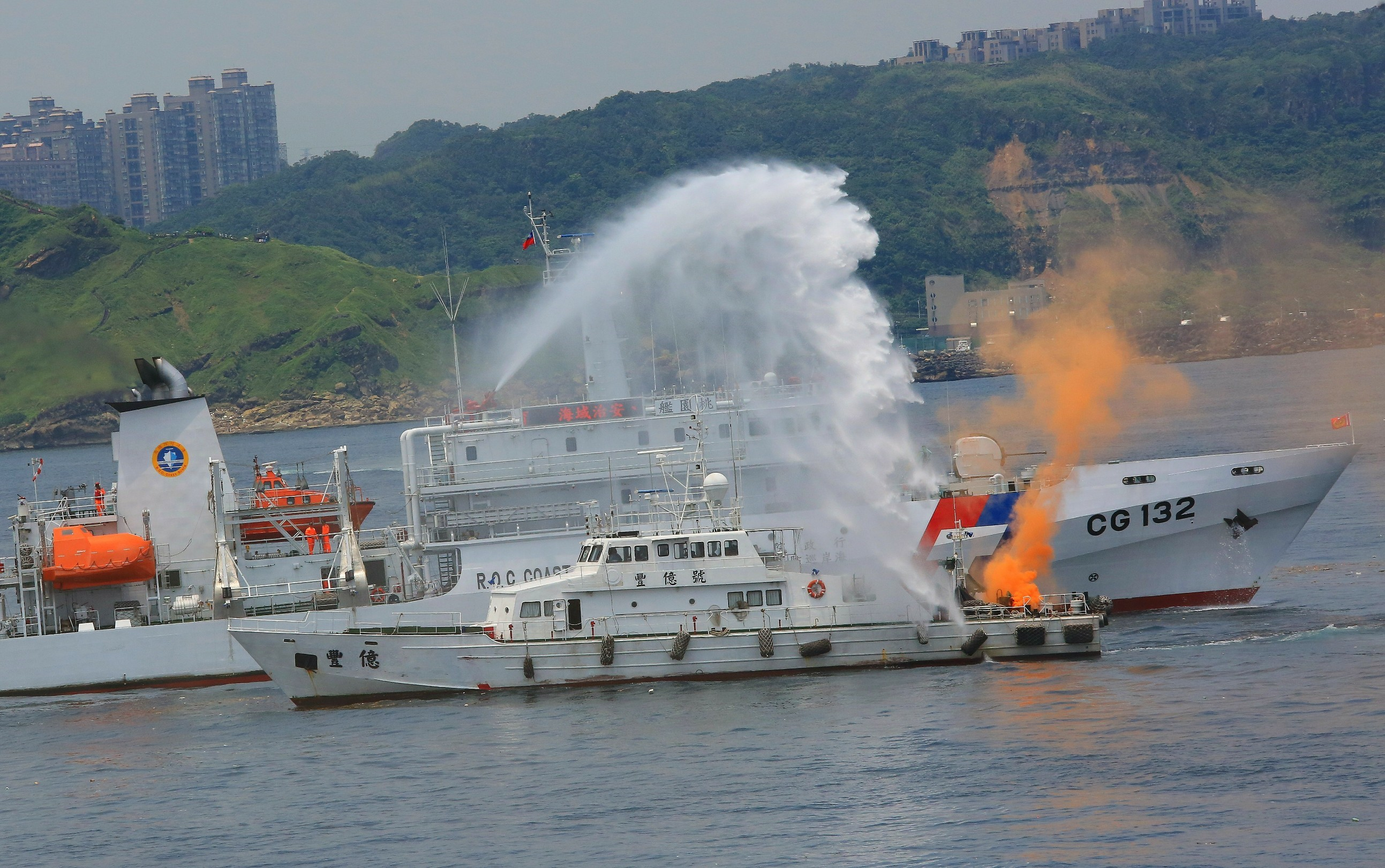
桃園艦海上救火演習
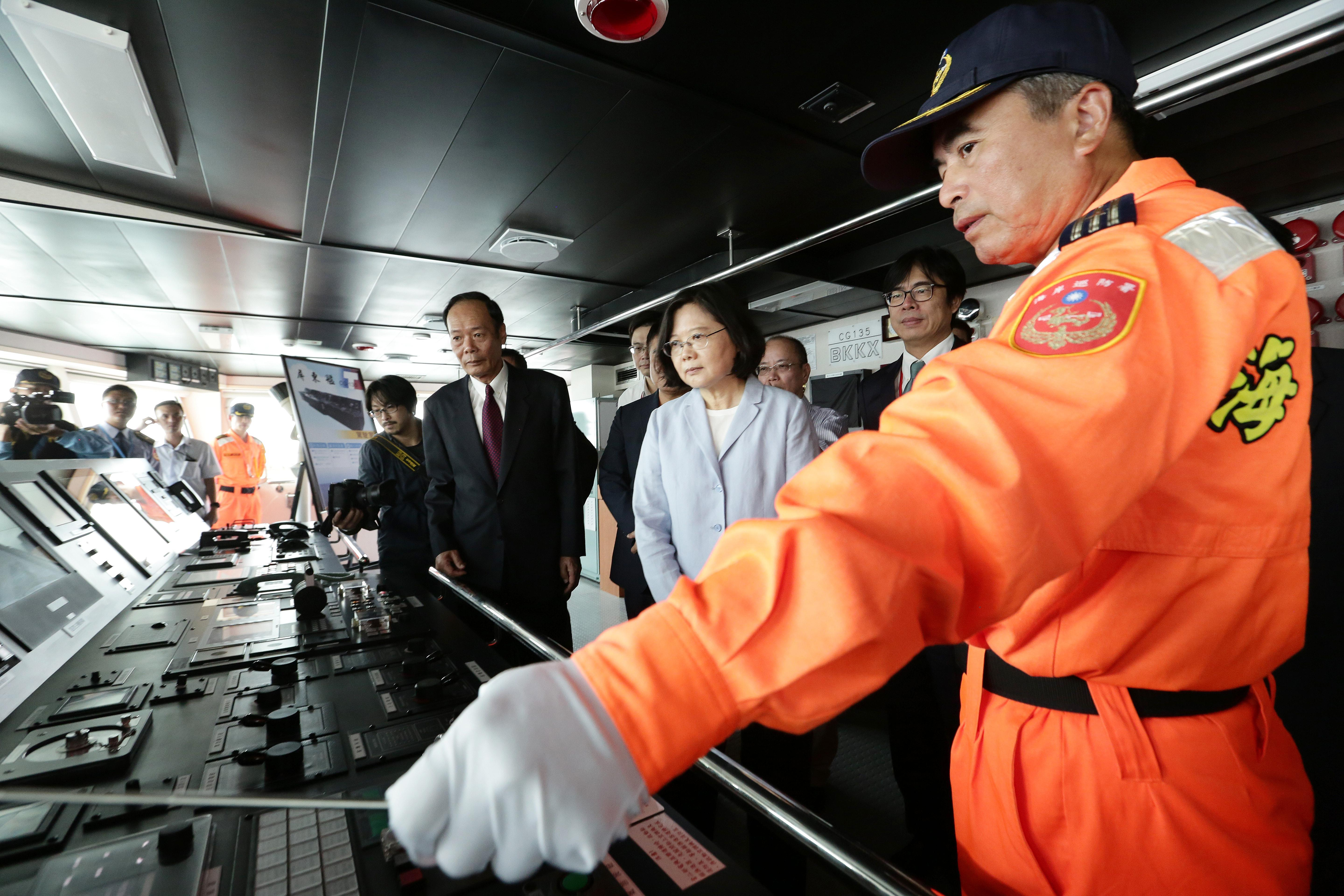
總統視察屏東艦航儀解說
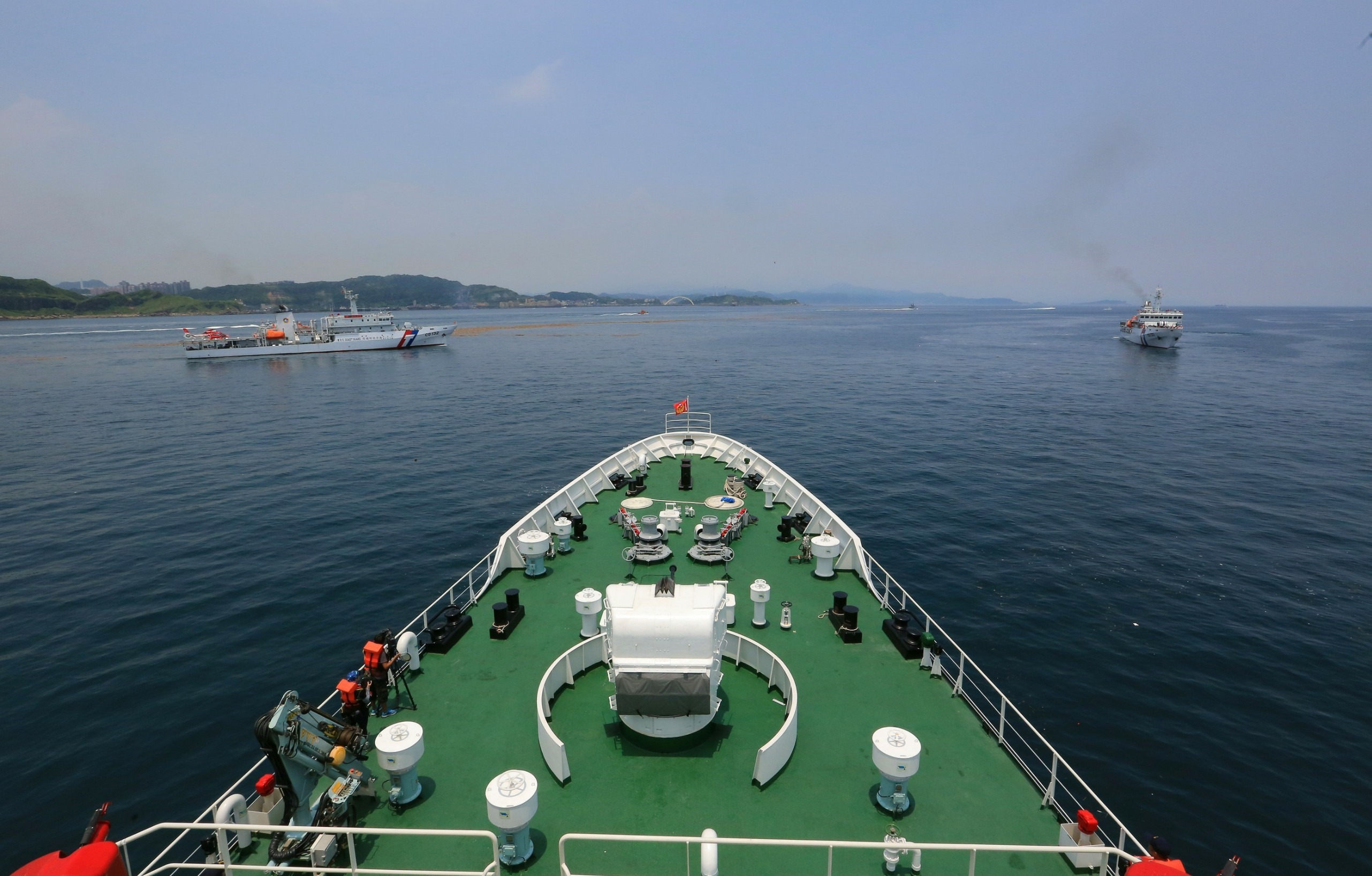
總統出席世界海洋日暨海安九號演習，登上軍艦，聽取簡報、並視導海域演練
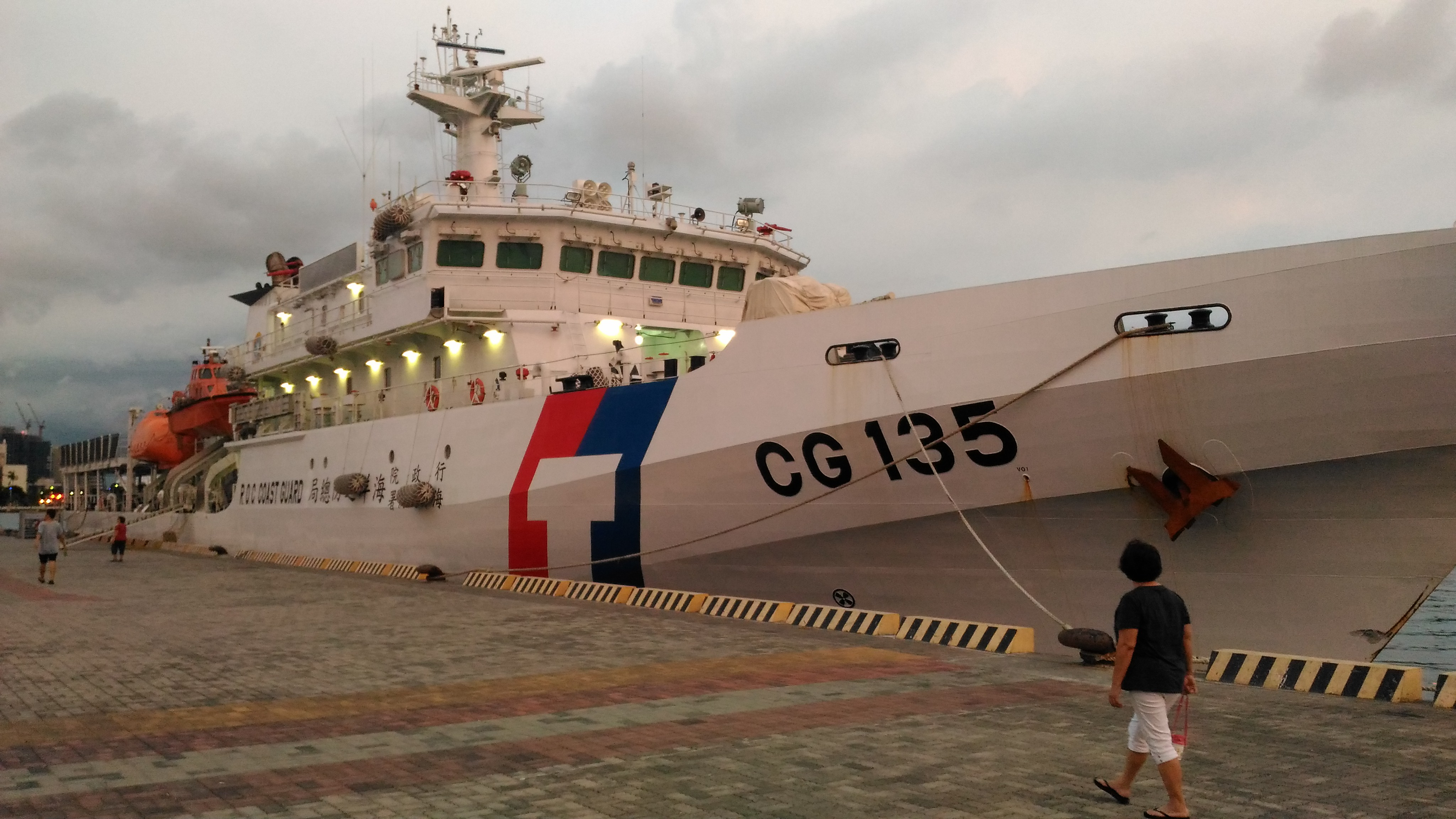
夜拍屏東艦
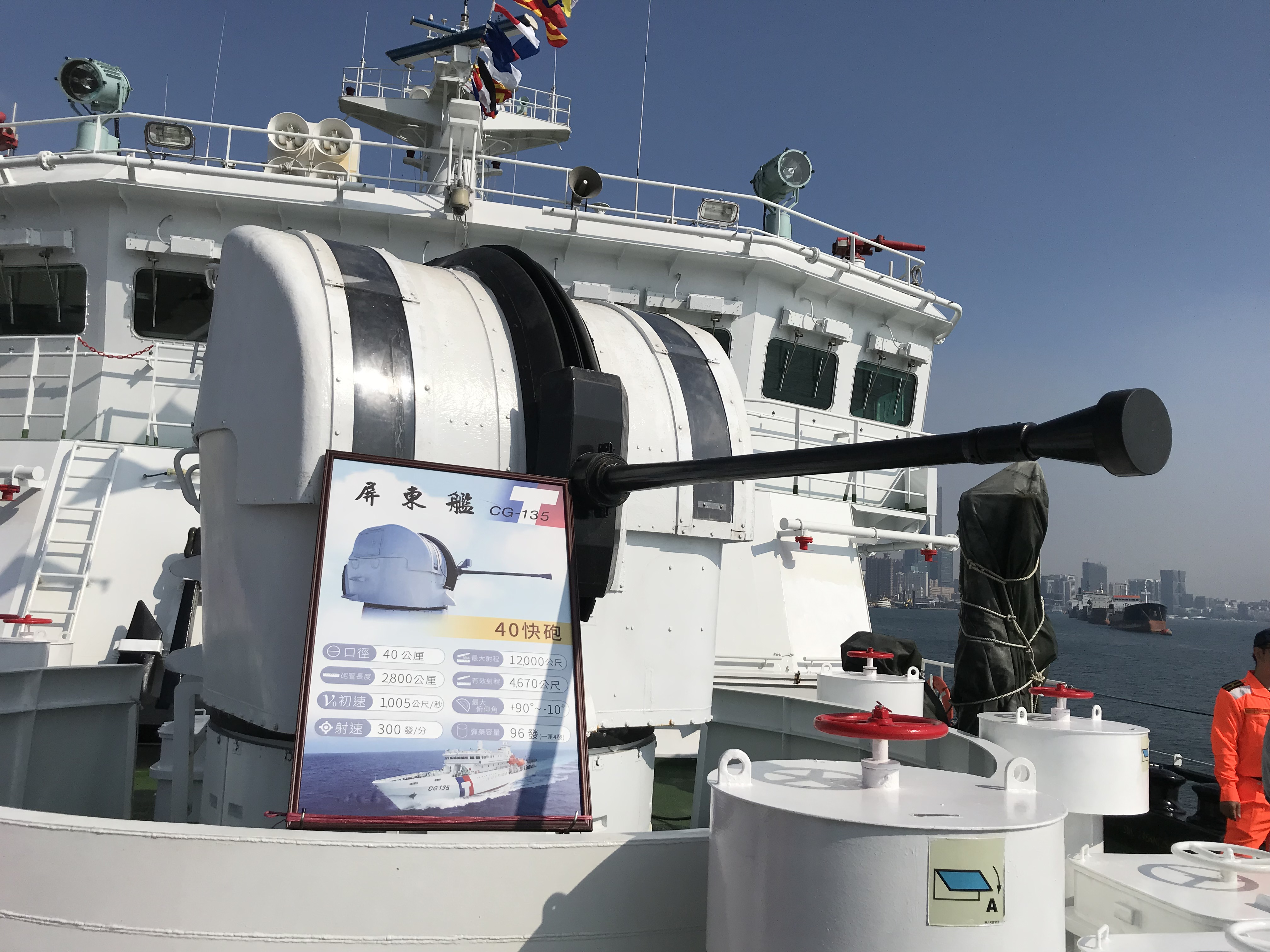
屏東艦艦艏40快砲

## 同級艦
| 艦名   | 舷號  | 建造廠                            | 開工日期 | 下水日期      | 交船日期       | 服役日期      | 除役日期 | 隸屬                      | 備註                                                  |
| ------ | ----- | --------------------------------- | -------- | ------------- | -------------- | ------------- | -------- | ------------------------- | ----------------------------------------------------- |
| 苗栗艦 | CG131 | 中信造船集團-高鼎遊艇股份有限公司 |          | 2014年11月4日 | 2015年8月25日  | 2016年6月4日  |          | 中機隊                    | 2016年1月中旬開始執勤。                               |
| 桃園艦 | CG132 | 中信造船集團-高鼎遊艇股份有限公司 |          | 2015年1月28日 | 2015年11月27日 | 2016年6月4日  |          | 北機隊                    | 2016年4月開始執勤。                                   |
| 台東艦 | CG133 | 中信造船集團-高鼎遊艇股份有限公司 |          | 2015年5月5日  | 2016年3月24日  | 2016年9月21日 |          | 東機隊                    | 2016年5月開始執勤。                                   |
| 屏東艦 | CG135 | 中信造船集團-高鼎遊艇股份有限公司 |          | 2015年8月14日 | 2016年5月26日  | 2016年9月21日 |          | 南機隊→第八（澎湖）海巡隊 | 2020年10月7日進駐第八海巡隊，以解決大陸漁船越界問題。 |